# Aruna Irani
Aruna Irani (hindi: अरुणा ईरानी, urdu: اَرُنا ایرانی) (ur. 3 maja 1946) – bollywoodzka aktorka i tancerka, która gra od 1961 roku. Zagrała w ponad 300 filmach. Niegdyś heroina, ostatnio gra macochy, ciotki i teściowe. Pochodzi z połączenia się rodziny hindusów i Parsów. Jej mąż (Kuku Kohli) i  brat (Indra Kumar) są reżyserami filmowymi. Grając w filmie brata  Beta (1992)  zdobyła  Nagrodę Filmfare dla Najlepszej Aktorki Drugoplanowej, wcześniej otrzymała ją za rolę w Pet Pyaar Aur Paap (1984).

## Wybrana filmografia
Całość filmografii  
- Ganga Jamuna (1961)
- Jahanara (1964)
- Farz (1967)
- Patthar Ke Sanam (1967)
- Aaya Sawan Jhoomke (1969)
- Humjoli (1970)
- Aan Milo Sajna (1970)
- Naya Zamana (1971)
- Johar Mehmood in Hong Kong (1971)
- Ek Naari Ek Brahmchari (1971)
- Caravan (1971) – Nisha
- Buddha Mil Gaya (1971)
- Andaz (1971)
- Garam Masala (1972)
- Bombay to Goa (1972)
- Bobby (1973)
- Do Phool (1973)
- Prem Nagar (1974)
- Roti Kapada Aur Makaan (1974)
- Mili (1975)
- Do Jasoos (1975)
- Khel Khel Mein (1975)
- Deewaar (1975) (uncredited)
- Bhanwar (1976)
- Charas (1976)
- Sangram (1976)
- Fakira (1976)
- Zindagi (1976)
- Laila Majnu (1976)
- Duniyadaari (1977)
- Shalimar (1978)
- Jaani Dushman (1979)
- Surakshaa (1979)
- Aas Paas (1980)
- Karz (1980)
- Qurbani (1980)
- Rocky (1981)
- Love Story (1981)
- Yaarana (1981)
- Angoor (1982)
- Bemisal (1982)
- Bade Dilwaala (1983)
- Pet Pyaar Aur Paap (1984)  – Nagroda Filmfare dla Najlepszej Aktorki Drugoplanowej
- Shahenshah (1988)
- Chaalbaaz (1989)
- Phool Aur Kaante (1991)
- Beta (1992) – Laxmi Devi  – Nagroda Filmfare dla Najlepszej Aktorki Drugoplanowej
- Raja Babu (1994)
- Indian (1996)
- Hamesha (1997) – Dai Ma
- Dil To Pagal Hai (1997) – – Nishy Dai
- Haseena Maan Jaayegi (1999) – Santho Verma
- Aarzoo (1999) – Mama Lucy
- Hum Tumhare Hain Sanam (2002) – Laxmi